# 자양동 (서울)
자양동(紫陽洞)은 서울특별시 광진구에 있는 법정동이다. 자양제1동, 자양제2동, 자양제3동, 자양제4동의 4개 행정동으로 구성되어 있다. 북쪽으로는 화양동, 동쪽으로는 구의동, 남쪽으로는 한강, 서쪽으로는 성동구 성수동과 접하고 있다.

## 역사

### 발자취
- 2008년 8월 4일, 법정동 노유동이 자양동에 흡수.[1]
- 2008년 1월 1일, 노유1동과 노유2동이 자양4동으로 통합 편입.
- 1995년 3월 1일, 광진구가 성동구로부터 분리되면서 광진구 관할로 편입. (법률 제4802호)
- 1973년 7월 1일, 자양동이 잠실동으로 분리.
- 1970년 5월 18일, 신양동에서 자양동으로 명칭 변경.
- 1950년, 자양리에서 자양동으로 명칭 변경.
- 1949년, 서울특별시 성동구 자양리로 편입.
- 1936년, 자마장리에서 자양리(紫陽里)로 명칭 변경.
- 1914년, 경기도 고양군 독도면(纛島面) 자마장리로 소속 변경.
- 조선시대, 경기도 양주군 고양주면(古楊州面) 자마장리 율동(栗洞)의 일부가 됨.

### 자양4동(노유동,老遊洞) 지역의 역사
자양4동은 원래 성수동2가의 일부였다. 위의 지역과 같은 1949년 서울시로 편입되었으며, 1973년 7월 1일 서울특별시조례 제784호로 다른 성수동2가제2동이라는 행정동을 설치했다. 1985년 서울특별시조례 제2015호로 성수2가제4동을 분리했으며,  1995년 3월 1일 광진구에 편입되면서 법정동 노유동이 설치되고, 성수동2가2동을 노유1동, 성수동2가4동을 노유2동으로 바꾸었다. 이후  2008년 1월 1일 행정동명을 자양4동으로 바꾸고 8월 4일 법정동 노유동을 폐지하여 자양동에 합쳤다.

### 지명 유래
자양동의 조선시대 지명은 "자마장(雌馬場)"이었다. 여기서 "자마(雌馬)"는 암말을 뜻한다. 조선 초기에 말 1천 마리를 기르면 전설의 짐승인 용마(龍馬)가 난다는 설이 퍼지면서 여러 지역에서 말을 대량 기르는 데에 관심이 많은 편이었다. 이곳은 한강을 통해 비옥한 퇴적물이 흘러들어와 쌓인 지역이었기에 자연 벌판이 많았고, 말을 방목하기에 유리하여 실제 암말을 많이 길렀다. 목장에 암말이 많아야 번식을 통해 쉽게 대량으로 말을 기를 수가 있다. 자마장이란 지명은 추후 "자마장리(雌馬場里)"로 바뀌었고, 일제강점기를 거치며 "자" 음에 대한 한자가 紫로 변해 지금의 자양동이란 이름으로 바뀌었다.

### 차이나타운
자양동의 서쪽 바로 옆에 붙어 있는 성동구의 성수동에는 외국인 노동자들이 많이 일하는 공장 일대가 있는데, 이곳에 중국인 분포가 늘어나면서 자양동에 거주 지역, 소규모의 차이나타운(Chinatown)이 생겨났다. 공장 일대와 가까우면서 교통이 편하고 집값이 싼 곳을 찾다가 자연스럽게 이곳에 정착하게 되었으며, 건국대학교와 세종대학교, 한양대학교 등에 중국인 유학생이 늘면서 이곳에 숙소를 마련하는 빈도도 증가하였다. 2000년대 말, 인근 화양동 등지에 거주하는 이들까지 합해 약 8,000 명에 이르며, 순수 중국인과 조선족 동포들이 고루 분포하고 있다. 차이타타운 내의 차이나 거리는 양꼬치(뀀) 등 중국 음식점이 즐비하게 늘어선 거리로서 한국인의 입맛에 맞게 현지화되면서 한국인들까지 많이 찾는 번화가가 되었다.

## 문화재
정식 등재 문화재는 없으나 광양고등학교 인근 한강변에 조선 태종이 세종에게 왕위를 물려 주고 거처했다는 낙천정(樂天亭)이라는 정자가 있다. 낙천정이라는 이름은 "하늘의 뜻을 알아 즐겨노니 근심이 없다."라는 뜻이다. 지금 존재하는 낙천정은 실제 그 당시에 지어진 정자가 아닌, 원래의 위치에서 200m 정도 떨어진 곳에 1991년 새로 복원하여 지은 것이다. 현재 정확한 주소는 673번지이다.

## 아파트
| 단지명                 | 건설사       | 시행사                      | 주소                    | 입주            | 비고 |
| ---------------------- | ------------ | --------------------------- | ----------------------- | --------------- | ---- |
| 자양현대 5단지         | 현대산업개발 |                             | 광진구 뚝섬로54길 74    | 1998년 6월      |      |
| 자양 현대홈타운 7단지  | 현대건설     | 한전자양주택조합 외 2개조합 | 광진구 능동로4길 41     | 2001년 5월 입주 |      |
| 자양 현대홈타운 8단지  | 현대건설     | 자양2지구 재건축 주택조합   | 광진구 뚝섬로36길 19    | 2002년 5월      |      |
| 자양 현대홈타운 10단지 | 현대건설     | 현대건설                    | 광진구 뚝섬로34길 25-19 | 2002년 10월     |      |
- 자양우성 7차 - 우성건설 / 1998년 7월 입주
- 롯데캐슬 리버파크 시그니처 - 롯데건설 / 2023년 7월 입주

## 주요 시설
| - 관공서 - 광진구청 - 광진구의회 - 노유산치안센터 - 자양지구대 - 자양1지구대 - 자양2치안센터 - 공공시설 - 광진구보건소 - 광진문화예술회관 - 동서울우편집중국 - 자양동우체국 - 미래창조과학부 지식정보센터 - 의료시설 - 혜민병원 - 공원 - 한강시민공원 뚝섬지구 - 시장 - 노룬산시장 - 자양종합시장 | - 기업 / 법인 - KT 광진지사 - KT 서울무선전신국 - KT 수도권강북본부 - KT 기간망건설국 - 학교 - 광양중학교 - 광진중학교 - 광양고등학교 - 건국대학교 부속중학교 - 건국대학교 부속고등학교 - 동자초등학교 - 성자초등학교 - 성동초등학교 - 신양초등학교 - 신양중학교 - 신자초등학교 - 양남초등학교 - 자양초등학교 - 자양중학교 - 자양고등학교 |

## 교통
- 도로

동 중심부를 뚝섬길과 쉼터길이 십자 형태로 가로지르며, 자양1동의 경우 아차산로가 동을 가로지른다. 또한 동일로를 통해 영동대교와, 자양로를 통해 잠실대교와 연결되며, 이를 통해 강남구 청담동, 송파구 신천동, 잠실동과 연결된다. 화양동, 구의동도 경계로 맞닿아있다.
- 대중 교통

아차산로, 뚝섬로, 자양번영로, 자양로, 능동로, 자양강변길 등에서 서울 시내 각지로 연결되는 버스의 이용이 가능하다.
지하철의 경우 아차산로를 따라 서울 지하철 2호선이 지나가나, 동 내에 역은 위치하고 있지 않아, 도보, 버스를 이용해 인근의 건대입구역이나 구의역이나 강변역을 통해 지하철 이용이 가능하며 서울 지하철 7호선 자양역이 자양3동과 자양4동을 통과하며, 경계를 이루고 있다.

## 사진

구 자양제3동주민센터 (뚝섬로 568)
구 자양제3동주민센터 (능동로 76)

## 같이 보기
- 대한민국의 행정 구역